# シプリアン・ンタリャミラ
シプリアン・ンタリャミラ（ルンディ語: Cyprien Ntaryamira, 1955年3月6日 - 1994年4月6日）は、ブルンジの政治家で大統領（1994年2月5日 - 4月6日）。フツ。

## 人物
ベルギーの国連信託統治領ルアンダ＝ウルンディのブジュンブラ県のムビンビ・コミューンのマゲヨ地区で生まれ、小学校を卒業後、1972年のフツの反乱後の虐殺時にルワンダに逃れた。1982年にキガリのルワンダ国立大学で農学を修めた。この頃社会主義運動に参加し、翌年ブルンジに戻った。
農業関係の職に就いたがジャン＝バティスト・バガザ政権時の1985年には一時政治犯とされた。1986年8月、ブルンジ民主戦線 (FRODEBU) の創設メンバーとして経済政策部長となる。バガサに代わったピエール・ブヨヤの1993年6月1日の選挙で少数派のツチ及び国民進歩連合 (UPRONA) からFRODEBUが政権を獲得し、国民統一政権として、メルシオル・ンダダイエがブルンジ初のフツ出身大統領となり、ツチでUPRONAのシルヴィ・キニギを首相とし、ンタリャミラは農業相に就任した。
ところが1993年10月にンダダイエ大統領がンゲゼ元内相らに暗殺され、ブルンジ内戦（1993年 - 2008年）が再発した。軍による事態収拾後、国民議会によりFRODEBU-UPRONA 統一政権としてFRODEBU党員のンタリャミラが翌年2月に大統領に就任し、UPRONAのアナトール・カニェンキコを首相に任命した。だが大統領就任からわずか2ヶ月後、搭乗していた航空機が撃墜され隣国ルワンダのジュベナール・ハビャリマナ大統領と共に死亡した。後任の大統領代行には国民議会議長のシルヴェストル・ンティバントゥンガニャが選ばれた。